# Paul Rieger (Rabbiner)
Paul Rieger (geboren am 4. Juli 1870 in Dresden; gestorben am 10. Juli 1939 in Stuttgart) war ein deutscher Reformrabbiner.

## Leben
Paul Rieger besuchte das Wettiner Gymnasium in Dresden, wo er zu Ostern 1889 das Abitur ablegte. Von 1889 bis 1893 studierte er an der Universität Breslau, wo er am 11. August 1894 (über Technologie und Terminologie der Handwerke in der Mischna) promovierte. Parallel dazu studierte er auch am Jüdisch-Theologischen Seminar (1889–1894). Von 1894 bis 1896 wirkte er als Dozent an der Lehranstalt für die Wissenschaft des Judentums in Berlin.
Als Rabbiner tätig war er in Potsdam von 1896 bis 1902 (hier führte er einen Jugendgottesdienst ein und initiierte 1899 die Gründung eines Vereins für jüdische Geschichte und Literatur), in Hamburg von 1902 bis 1915, dort am Hamburger Tempel von 1902 bis 1908 (als zweiter Prediger), in Braunschweig (hier Landesrabbiner) von 1916 bis 1922 und in Stuttgart (Stadtrabbiner und Religionslehrer an höheren Schulen) von 1922 bis 1939. Von 1924 an gab er die Gemeindezeitung für die jüdischen Gemeinden Württembergs heraus.
Er war „lange Zeit Gegner der Zionisten“ und „deutsch-nationalbewußt“ eingestellt.
Paul Rieger wurde auf dem Pragfriedhof Stuttgart beigesetzt.

## Veröffentlichungen (Auswahl)
- Versuch einer Technologie und Terminologie der Handwerke in der Mišnâh, Bd. 1: Spinnen, Färben, Weben, Walken ... Grass, Barth & Co., Breslau 1894 (Digitalisat).
- mit Hermann Vogelstein: Geschichte der Juden in Rom 1420–1870. 2 Bände, Mayer & Müller, Berlin 1895–1896.
- Hillel und Jesus. Hamburg 1904.
- Ein Tag aus dem Leben eines babylonischen Grosskaufmanns vor viertausend Jahren: nach den Ergebnissen der Ausgrabungen dargestellt. Verlag der Handels-Akademie, Hamburg 1909 (Beiträge zur Geschichte des Handels im Altertum; 1) (Jahresbericht / Handels-Akademie in Hamburg; 35).
- Zur Jahrhundert-Feier des Judenedikts vom 11. März 1812: ein Rückblick auf den Kampf der preußischen Juden um die Gleichberechtigung. Rosenthal, Berlin 1912.
- Ein Vierteljahrhundert im Kampf um das Recht und die Zukunft der deutschen Juden: ein Rückblick auf die Geschichte des Centralvereins deutscher Staatsbürger jüdischen Glaubens in den Jahren 1893–1918. Verlag des Centralvereins deutscher Staatsbürger jüdischen Glaubens, Berlin 1918.
- Vom Heimatsrecht der deutschen Juden. Philo Verlag, Berlin 1921 (Das Licht; 4).
- The Foundation of Rome in the Talmud: A Contribution to the Folklore of Antiquity. In: The Jewish quarterly review. Bd. 16 (1926), Heft 3, S. 227–235.
- Festschrift zur Feier des 75jährigen Bestehens des israelitischen Krankenunterstützungsvereins E. V. Stuttgart, 21. April 1928. Levi, Stuttgart 1928.
- Wir sind Deutsche! Eine Aussprache über Heimatrecht und Heimaterlebnis zwischen Stadtrabbiner Dr. Paul Rieger und Dr. Müller-Claudius. In: CV-Zeitung. 10. Jg., Nr. 9, 27. Februar 1931, S. 96 f. (uni-frankfurt.de – Compact Memory).
- mit Willi Moegle: Jüdische Gotteshäuser und Friedhöfe in Württemberg. Filser, Augsburg 1932 (Publikation der Soncino-Gesellschaft der Freunde des Jüdischen Buches; 12).
- Auch das Hakenkreuz „verjudet“? Quellen in der Bibel und im jüdischen Schrifttum. In: CV-Zeitung. 11. Jg., Nr. 44, 28. Oktober 1932, S. 444 (uni-frankfurt.de – Compact Memory).